# Amatérské mistrovství Evropy ve fotbale 1911
Amatérské mistrovství Evropy ve fotbale 1911 bylo neoficiální mistrovství Evropy, které se konalo v roce 1911 ve Francii. Vítězem se stalo národní mužstvo Čech. O 49 let později v roce 1960 se rovněž ve Francii uskutečnilo první oficiální Mistrovství Evropy ve fotbale.

## České družstvo
Základ českého družstva tvořilo 9 hráčů SK Slavia Praha, kteří byli doplněni dvojicí Sparťanů (Pilát a Bělka). Trenérem Čech byl Skot, klubový trenér Slavie John William "Jake" Madden, který byl v Čechách znám i pod přezdívkou "dědek" Madden. 
Před samotným mistrovstvím odehrál tento výběr vítěznou generálku 6:1 s domácím mužstvem Belgie, které se samotné soutěže neúčastnilo (tvořil ho městský výběr Bruselu). 

## Výsledky Čech
- Čechy – Francie 4:1 v Roubaix; (góly: Pilát 2, Bělka, Košek)
- Čechy – Anglie 2:1 v Roubaix; (góly: Košek, Bohata; český brankář Pimmer kryl pokutový kop)

Na pražském Nádraží Františka Josefa amatérské mistry Evropy s dojetím přivítal asi tisícový dav.